# ارت مک‌کینلی
ارت مک‌کینلی (انگلیسی: Art McKinlay; ۲۰ ژانویهٔ ۱۹۳۲ – ۱۰ اوت ۲۰۰۹) قایقران روئینگ اهل ایالات متحده آمریکا بود.